# Stephanie (chanteuse)
Stephanie (ステファニー) est une chanteuse et actrice japonaise, née le 5 août 1987 en Californie d'une mère japonaise et d'un père arménien. Elle s'installe à Tokyo à 14 ans pour se perfectionner au chant, et sort son premier disque en 2007 chez Sony Music Japan. Plusieurs de ses chansons servent de thèmes à des séries anime. Elle débute en tant qu'actrice en 2009, dans le rôle principal du film Pride. 

## Discographie

### Albums
- 2008 : Stephanie (ステファニー?)
- 2009 : Colors of my Voice

### Singles
- 2007 : Kimi ga Iru Kagiri (君がいる限り?) (thème de l'anime Kissdum -ENGAGE planet-)
- 2007 : Because of You  (thème de l'anime Kissdum -ENGAGE planet-)
- 2007 : Winter Gold
- 2008 : Friends (フレンズ?) (thème de l'anime Gundam 00)
- 2008 : Changin' feat. Tanaka Roma (田中ロウマ?)  (thème de l'anime D.Gray-man)
- 2009 : Pride ~A Part of Me~ feat. SRM (thème du film Pride)
- 2009 : FUTURE (thème du film High Kick Girl)

## Filmographie
- 2009 : Pride